# Andamanen

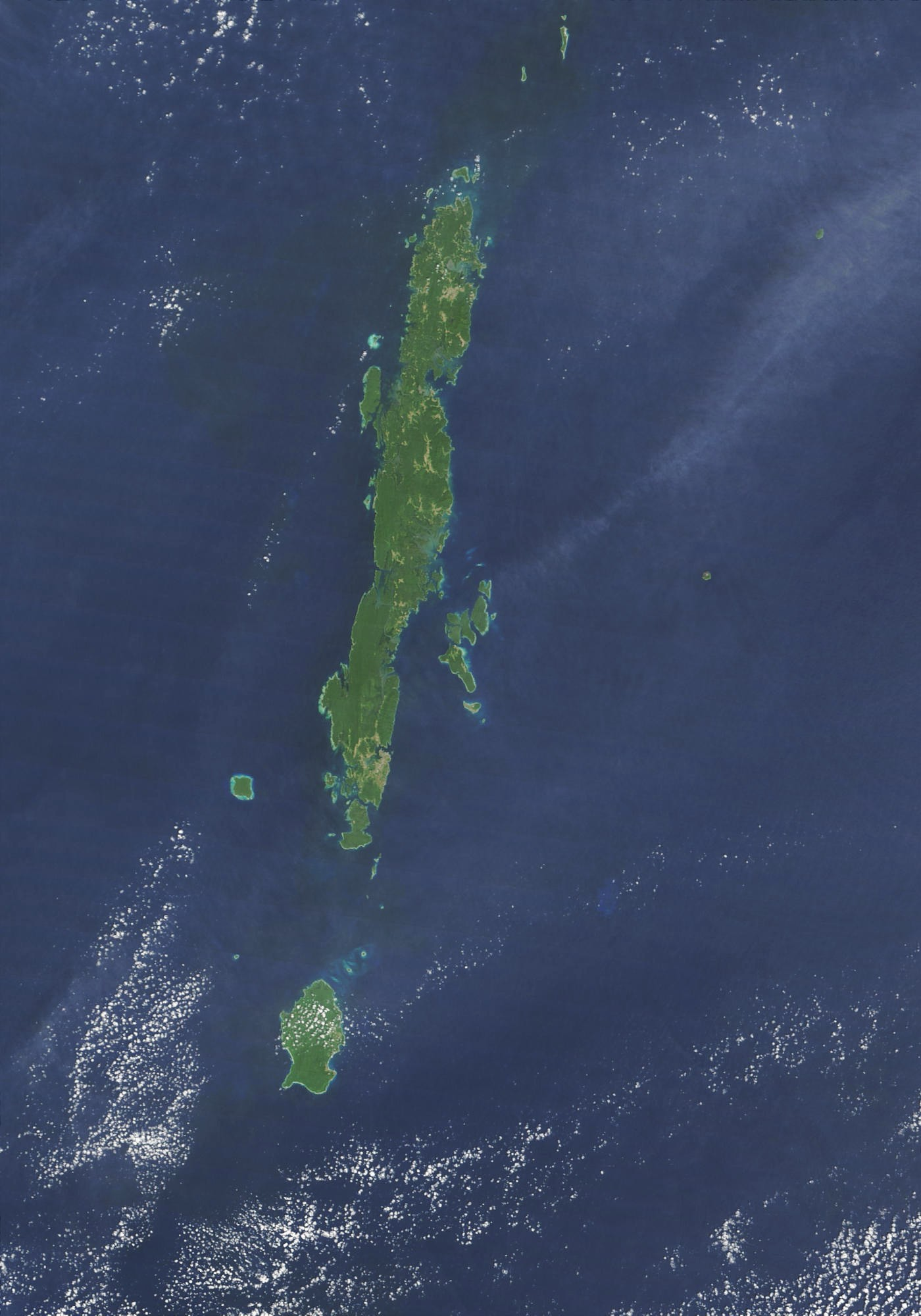
Satellietopname van de Andamanen

De Andamanen zijn een eilandengroep in de Indische Oceaan, die de scheiding vormen tussen de Golf van Bengalen en de Andamanse Zee. Zij behoren tot India en zijn een onderdeel van het unieterritorium van de Andamanen en Nicobaren, waarvan de hoofdstad Port Blair is. De eilanden ten noorden van de 10e breedtegraad zijn de Andamanen, de eilanden ten zuiden daarvan zijn de Nicobaren. De Andamanen bevinden zich ongeveer 300 km ten zuiden van Kaap Negrais ten westen van de Irrawaddydelta in Myanmar, het dichtstbijzijnde vasteland.

## Geografie
De eilandengroep bestaat uit 572 eilanden waaronder ook enkele grotere eilanden:
- Noord-Andaman
- Midden-Andaman
- Zuid-Andaman
- Baratang
- Rutland-eiland
- Klein-Andaman

Er zijn enkele vulkanische eilanden, waaronder Barren Island en Narcondam.

### Flora & fauna
Net zoals vele tropische eilanden is de ecologie van de Andamanen gevoelig voor verstoring. Zo hebben geïntroduceerde axisherten en olifanten een merkbare verandering van de vegetatie veroorzaakt. De eerste waren in de jaren 1930 ingevoerd als jachtwild; olifanten zijn reeds rond de jaren 1880 ingevoerd.

### Bevolking
De oorspronkelijke bewoners van de Andamanen zijn de Andamanezen, een verzamelnaam voor de Groot-Andamanezen, de Jarawa, de Onge en de Sentinelezen. Ze zijn met uitsterven bedreigd.
Een typisch voorbeeld zijn de Bo (Groot-Andamanezen). In 1858, toen de Britten de Groot-Andamanen begonnen te koloniseren, werd hun aantal op 5.000 geschat. Bij de volkstelling van 1901 was hun aantal al gedecimeerd door ziekte en oorlogen tot 48. De overblijvende Bo's en Groot-Andamanezen werden vervolgens in concentratiekampen geplaatst. Geen enkele van de 150 baby´s die in deze kampen werd geboren, is ouder dan twee jaar geworden. In 1970 werden de overlevenden ten slotte naar het kleine Strait Eiland gebracht. Dit heeft een verder uitsterven niet kunnen voorkomen. Op 85-jarige leeftijd is daar op 4 februari 2010 de laatste Bo-vrouw gestorven en met haar de Bo-taal.

## Geschiedenis
Deze eilandengroepen zijn tijdens de Zeebeving op tweede kerstdag 2004 zwaar getroffen; men gaat ervan uit dat verschillende inheemse stammen op deze eilanden op dramatische wijze in aantal zijn geslonken.